# Elie Joseph Warde
Ephrem Elie Joseph Warde (* 28. September 1977 in Beirut) ist ein libanesischer Geistlicher und syrisch-katholischer Bischof von Kairo.

## Leben
Elie Joseph Warde studierte zunächst am Priesterseminar im Kloster Charfet und anschließend an der Heilig-Geist-Universität Kaslik, an der er das Lizenziat in Theologie erwarb. Nach der Diakonenweihe am 8. Januar 2003 empfing er am 28. Mai 2004 das Sakrament der Priesterweihe.
Nach weiteren Studien an der Fakultät für östliches Kirchenrecht des Päpstlichen Orientalischen Instituts erwarb er 2007 das Lizenziat in Ostkirchenrecht. 2015 wurde er am Institut Catholique de Paris im Fach Kanonisches Recht promoviert. Außerdem war er Pfarrer der syrisch-katholischen Pfarrei St. Efrem in Paris. 2019 erhielt er den Titel eines Chorbischofs.
Am 12. Mai 2022 bestätigte Papst Franziskus seine durch die Synode der syrisch-katholischen Kirche erfolgte Wahl zum Bischof von Kairo sowie zum Patriarchalvikar für den Sudan und den Südsudan. Die Bischofsweihe spendete ihm Patriarch Ignatius Joseph III. Younan am 18. Juni desselben Jahres in der syrisch-katholischen Marienkirche in Harissa. Mitkonsekratoren waren der emeritierte Erzbischof von Mosul, Boutros Moshe, der Erzbischof von Bagdad, Yousif Abba, der emeritierte Kurienerzbischof im Syrisch-katholischen Patriarchat von Antiochia, Denys Raboula Antoine Beylouni, und der Patriarchalexarch von Jerusalem, Camil Afram Antoine Semaan, der die Eparchie Kairo während der Sedisvakanz als Patriarchaladministrator verwaltet hatte. Die Amtseinführung in Kairo fand am 7. Oktober 2022 statt.